# Panzer Rose
Pour plus de détails, voir Fiche technique et Distribution.
Panzer rose (Pink Panzer en anglais) est un cartoon réalisé par Hawley Pratt et sorti dans les salles de cinéma le 15 septembre 1965, mettant en scène La Panthère rose.

## Résumé
La Panthère rose a des problèmes avec son voisin Harry qui ne lui a toujours pas rendu sa tondeuse à gazon. Les relations deviennent tendues au point que La Panthère rose construit un mur et c'est la guerre déclarée entre les deux. Des chars font leur apparition.

## Fiche
- Titre original : Pink Panzer
- Titre français : Panzer rose
- Réalisation : Hawley Pratt
- Scénario : David Detiege
- Thème musical : Henry Mancini
- Musique : William Lava
- Animation : Norm McCabe, Laverne Harding et Don Williams
- Peintre décorateur : Dick Ung
- Décors : George de Lado
- Montage : Lee Gunther
- Producteur superviseur : Bill Orcutt
- Voix : Paul Frees
- Producteurs : David H. DePatie et Friz Freleng
- Production : Mirisch-Geoffrey-DePatie Freleng Production
- Distribution : United Artists (1965) (cinéma) (USA)
- Durée : 7 minutes
- Format : 1,37 :1
- Son : mono
- Couleurs, 35 mm (De Luxe)
- Langue : anglais
- Pays : États-Unis
- Sortie : 15 septembre 1965

## Particularité du cartoon
Dans cet épisode, nous avons une voix-off qui intervient dans les commentaires fait à notre héros et le voisin. Ce dernier aussi parle. La Panthère rose reste muette mais fait des gestes de la tête pour répondre aux commentaires. Des images de films sont intégrées à l'histoire. On se rend compte à la fin du cartoon que la voix off qui a fait s'affronter les deux voisins n'est autre que le diable.

## Sortie vidéo
- Le cartoon est disponible dans le premier disque de la collection DVD La Panthère rose: Les cartoons en version originale sous-titrée en français.